# 9.ª Cúpula do Movimento Não Alinhado
A 9ª Cúpula do Movimento dos Países Não Alinhados, de 4 a 7 de setembro de 1989 em Belgrado, República Socialista da Sérvia, República Socialista Federativa da Iugoslávia foi a conferência de Chefes de Estado ou de Governo do Movimento dos Países Não Alinhados.  Belgrado foi a primeira cidade a acolher a Cúpula pela segunda vez, depois de ter acolhido a 1.ª Cimeira do Movimento dos Países Não Alinhados em 1961.  A Iugoslávia foi escolhida por unanimidade como anfitriã da Cimeira na Conferência dos Ministros dos Negócios Estrangeiros dos Países Não Alinhados de 1988, em Nicósia, Chipre .   Enquanto o Secretário Federal dos Negócios Estrangeiros da Iugoslávia, liderado por Budimir Lončar, estava entusiasmado, a Presidência da Iugoslávia, chefe de Estado coletivo iugoslavo, estava céptica quanto às perspectivas de acolher o evento, mas acabou por apoiá-lo por Josip Vrhovec com receio de que a rejeição pudesse mostrar o nível da crise no país.  Os organizadores do evento, relativamente fracos, do governo federal, esperavam, em última análise, que a conferência pudesse convencer os líderes das fortes repúblicas federais iugoslavas a resolver a crise iugoslava inicial de uma forma construtiva e pacífica, mas, no entanto, esta intensificou-se nas Guerras Iugoslavas de 1991.  O evento é, portanto, por vezes descrito como o canto do cisne da proeminente diplomacia iugoslava da Guerra Fria.  A cimeira teve lugar no Sava Centar em Nova Belgrado.  Janez Drnovšek fez o discurso de abertura em esloveno. 
Na Cúpula, a Iugoslávia conseguiu persuadir os Estados-membros a excluírem posições antiamericanas e antiocidentais do documento final, que também evitou duras críticas a Israel e ao sionismo e, pela primeira vez, incluiu explicitamente os direitos humanos e a liberdade, bem como as disposições relativas aos direitos das mulheres.  A Iugoslávia acolheu, no entanto, Yasser Arafat como Presidente da Palestina e não como chefe da Organização para a Libertação da Palestina.  Insatisfeitos com o antirradicalismo do anfitrião, membros mais radicais do movimento, como o Iraque, o Irã e Cuba, enviaram funcionários de escalão inferior para liderar as suas delegações em Belgrado.  Diplomata de carreira e último representante iugoslavo nas Nações Unidas, Darko Šilović foi o responsável pela organização da Cúpula.   A Feira de Novi Sad, a Feira de Belgrado e a Feira de Zagreb propuseram exposições relacionadas ao MNA durante o evento, enquanto o Instituto Lexicográfico Iugoslavo em Zagreb propôs um simpósio científico e cultural sobre o MNA, com vários outros eventos econômicos e culturais ocorrendo em toda a Iugoslávia.  Os delegados da conferência plantaram árvores no Parque da Amizade de Nova Belgrado. 

## Participantes
Os participantes foram divididos em categorias de Estados-membros, observadores e convidados. 

### Estados-membros
Os seguintes Estados-Membros participaram na conferência: 
- Afeganistão
- Argélia
- Angola
- Argentina
- Bahrein
- Bangladesh
- Barbados
- Belize
- Benim
- Butão
- Bolívia
- Botsuana
- Burkina Faso
- Burundi
- Camarões
- Cabo Verde
- República Centro-Africana
- Chade
- Colômbia
- Comores
- Congo
- Costa do Marfim
- Cuba
- Chipre
- Coreia do Norte
- Iêmen do Sul
- Djibuti
- Equador
- Egito
- Guiné Equatorial
- Etiópia
- Gabão
- Gâmbia
- Gana
- Guiné
- Guiné-Bissau
- Guiana
- Índia
- Indonésia
- Irã
- Iraque
- Jamaica
- Jordânia
- Quênia
- Kuwait
- Laos
- Líbano
- Lesoto
- Libéria
- Líbia
- Madagascar
- Malawi
- Malásia
- Maldivas
- Mali
- Malta
- Mauritânia
- Maurício
- Marrocos
- Moçambique
- Nepal
- Nicarágua
- Níger
- Nigéria
- Omã
- Paquistão
- Palestina
- Panamá
- Peru
- Catar
- Ruanda
- São Tomé e Príncipe
- Arábia Saudita
- Senegal
- Seicheles
- Serra Leoa
- Singapura
- Somália
- Namíbia (SWAPO)
- Sri Lanka
- Sudão
- Suriname
- Essuatíni (antiga Suazilândia)
- Síria
- Tanzânia
- Togo
- Trinidad e Tobago
- Tunísia
- Uganda
- Emirados Árabes Unidos
- Vanuatu
- Venezuela
- Vietnã
- Iêmen do Norte
- Iugoslávia
- Zaire
- Zâmbia
- Zimbábue

### Observadores
Os seguintes estados, organizações e movimentos de libertação participaram na conferência como observadores: 
- Antígua e Barbuda
- Brasil
- México
- Mongólia
- Papua Nova Guiné
- Filipinas
- Uruguai
- Congresso Nacional Africano
- Organização de Solidariedade dos Povos Afro-Asiáticos
- Kanak e Frente Socialista de Libertação Nacional
- Centro Internacional para Empresas Públicas em Países em Desenvolvimento
- Liga Árabe
- Organização da Unidade Africana
- Organização para a Cooperação Islâmica
- Congresso Pan-Africanista da Azânia
- Partido Socialista (Porto Rico)
- Nações Unidas

### Convidados
Um número invulgarmente elevado de estados participou na conferência como convidados: 
- Austrália
- Áustria
- Bulgária
- Canadá
- Tchecoslováquia
- Finlândia
- Alemanha Oriental
- Grécia
- Vaticano
- Hungria
- Nova Zelândia
- Noruega
- Polônia
- Portugal
- Romênia
- San Marino
- Espanha
- Suécia
- Suíça

Juntamente com os estados, as seguintes organizações participaram como convidadas: 
- Secretariado da Commonwealth
- Organização das Nações Unidas para a Alimentação e a Agricultura
- Comitê Internacional da Cruz Vermelha
- Conferência Internacional sobre a Questão da Palestina
- Fundo Internacional para o Desenvolvimento Agrícola
- Sistema Econômico Latino-Americano
- Federação Internacional das Sociedades da Cruz Vermelha e do Crescente Vermelho
- Área de Comércio Preferencial (PTA)
- Conferência de Coordenação para o Desenvolvimento da África Austral
- Comitê Ad Hoc das Nações Unidas para o Oceano Índico
- Comitê das Nações Unidas para o Exercício dos Direitos Inalienáveis do Povo Palestino
- Conferência das Nações Unidas sobre Comércio e Desenvolvimento
- Conselho das Nações Unidas para a Namíbia, Programa das Nações Unidas para o Desenvolvimento
- Organização das Nações Unidas para o Desenvolvimento Industrial
- Alto Comissariado das Nações Unidas para os Refugiados
- Instituto das Nações Unidas para a Investigação do Desarmamento
- UNICEF
- Centro de Investigação e Formação das Nações Unidas para o Avanço das Mulheres
- Comitê Especial das Nações Unidas contra o Apartheid
- Associação Mundial para a Federação Mundial
- Comissão Especial sobre a Situação Relativa à Implementação da Declaração sobre a Concessão de Independência aos Países e Povos Coloniais
- Conselho Mundial da Alimentação
- Programa Alimentar Mundial
- Organização Mundial da Saúde

## Patrimônio Cultural

### Monumentos urbanos de Belgrado enviados por municípios iugoslavos
A conferência de 1989 foi comemorada de várias maneiras, incluindo presentes comemorativos para a cidade de Belgrado por vários municípios, empresas e indivíduos iugoslavos. A cidade de Skopje, capital da República Socialista da Macedônia, enviou a Figura Associativa de Vasil Vasilev.  Outros municípios da Macedônia forneceram mosaicos de Momčilo Petrovski para um edifício na Rua Knez Mihailova, número 27. 
Municípios das regiões da Eslavônia e Barânia, na República Socialista da Croácia, forneceram uma fonte comemorativa em frente à Academia de Música de Belgrado.  A cidade de Split forneceu sua própria fonte comemorativa que foi construída no Parque Acadêmico.  Os municípios da região de Zagorje, Gospić, Karlovac e Sisak forneceram um mural de Ivan Rabuzin para um edifício na rua Knez Mihailova.  Os municípios da região da Dalmácia e da cidade de Osijek forneceram conjuntamente a Fonte da Vitória de Jovana Nježić para o Parque Tašmajdan.  Bjelovar e Varaždin forneceram a escultura A Mulher que Senta, de Ivan Sabolić. 

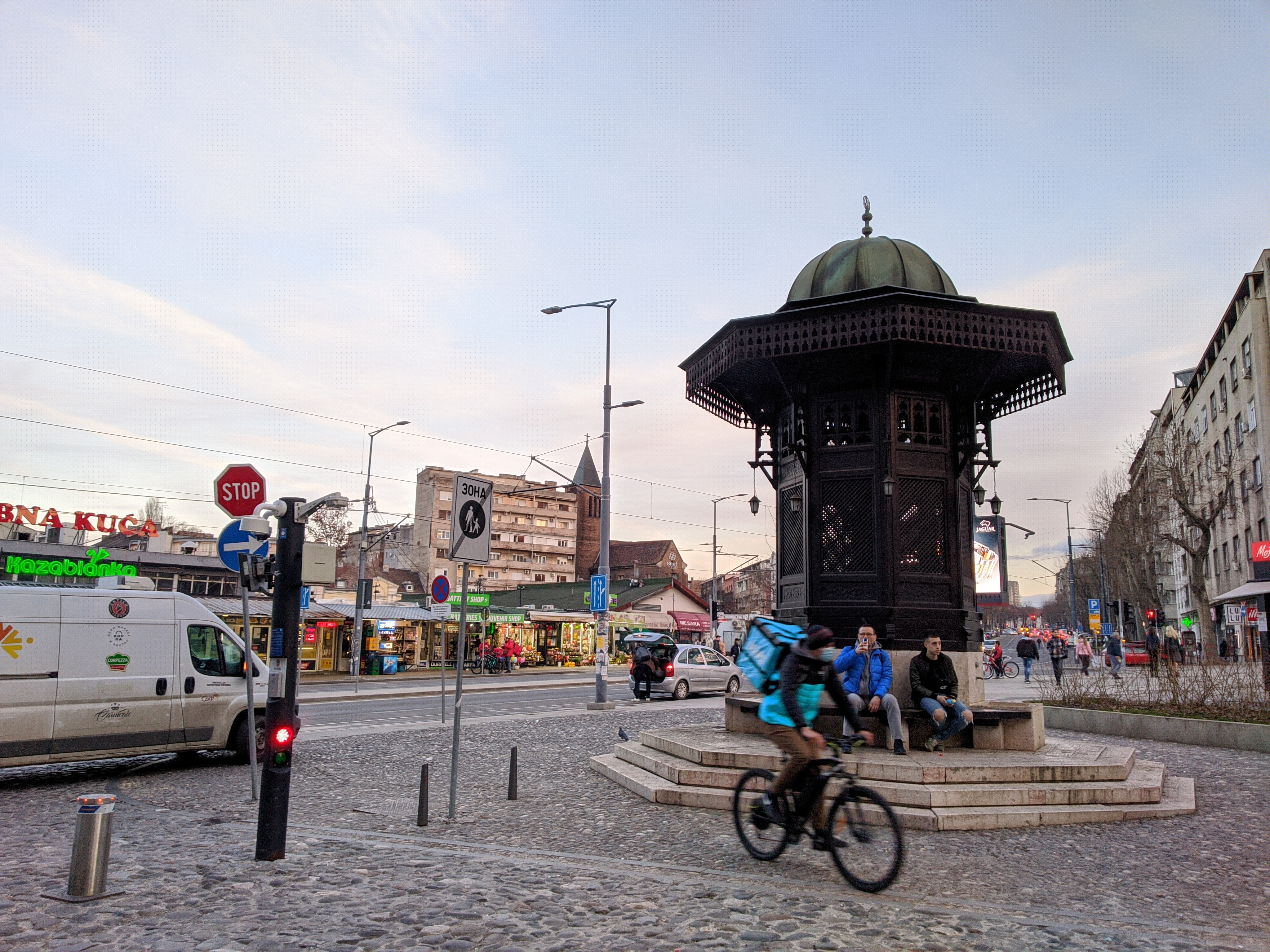
Réplica de Sebilj em Skadarlija

Municípios da República Socialista da Bósnia e Herzegovina forneceram um mural de Ibrahim Ljubović para um edifício em Terazije.  A cidade de Sarajevo forneceu uma réplica de Sebilj em Sarajevo para a rua Skadarlija.  Os municípios da República Socialista de Montenegro forneceram uma instalação escultórica no Parque Tašmajdan denominada Kućište, do artista Ratko Vulanović. 
Os municípios da região do Banato, na Província Autônoma Socialista da Voivodina, forneceram uma Fonte Comemorativa do Banato, de Mišo Berbakov.  A cidade de Novi Sad, juntamente com os municípios de Ada, Apatin, Bač, Bačka Palanka, Bački Petrovac, Bečej, Žabalj, Kanjiža, Kula, Mali Iđoš, Odžaci, Senta, Sombor, Inđija, Irig, Pećinci, Ruma, Sremska Mitrovica, Stara Pazova e Šid forneceram a fonte representativa das Cachoeiras de Đorđe Bobić e Čedomir Vasić em frente ao Teatro Dramático Iugoslavo.  Kikinda forneceu uma escultura Javali de Nikola Vukosavljević exibida no Parque Tašmajdan.  Associações municipais da Sérvia Central e da Província Autônoma Socialista do Kosovo providenciaram a conservação do monumento de 1948, Os Feridos, de Vanja Radauš, em frente ao Teatro Dramático Jugoslavo, bem como do mural de Slobodan Jevtić Pulika. 
Embora a República Socialista da Eslovênia inicialmente quisesse fornecer a reconstrução do monumento de Belgrado Sima Igumanov com obras do artista esloveno Lojze Dolinar, uma vez que o molde do monumento não pôde ser encontrado em nenhum lugar na Iugoslávia, a república decidiu descartar qualquer proposta alternativa, tornando a Eslovênia a única república que não participou da memorialização.  A cidade de Zagreb considerou doar uma réplica da fonte Manduševac da Praça da República e uma réplica da estátua de Antun Gustav Matoš, mas a ideia foi abandonada devido ao financiamento limitado. 